# キバナムギナデシコ
キバナムギナデシコ(学名:Tragopogon pratensis)は、キク科バラモンジン属の一種。二年草。

## 名称
英語ではメドウサルシファイ、スノーウィーゴーツベアード、メドウゴーツベアードという別称がある。日本のアサガオのように朝の陽光でのみ、開花するため、Jack-go-to-bed-at-noonともいう。
和名では、バラモンギク、キバナバラモンジン、キバナザキバラモンジンとも呼ばれる。なお、キバナバラモンジンという名は、フタナミソウ属の S. hispanica の和名でもある。

## 分布
ヨーロッパ、北米、日本に分布し生息している。北米では南オンタリオからマサチューセッツまで、イングランド全域、スコットランド西部・南部、アイルランドの内陸部（湾岸地帯では生息していない）。

## 特徴
6月から10月まで開花する。花は直径3cmから5cm。高さは30cmから100cm。底部の葉は縦長の披針形で、10cmから30cmの長さ、グレーグリーン色。上方の葉は短く、逆立している。このような葉の形状はイギリスタンポポ型に特有である。痩果には長い冠毛がある。
本種の若芽や根はバラモンジンと同様に食用・薬用として利用され、糖尿病に効くといわれる。樹液にはラテックスの成分があり、アルメニアでは子供が手作りガムにする。

## 下位分類

### 品種
- Tragopogon pratensis L. f. antherotristis Hruby ex Trnka

### 亜種
- Tragopogon pratensis L. subsp. grandiflorus (Saut.) Rothm. ex H.P.Fuchs
- Tragopogon pratensis L. subsp. lamottei (Rouy) O.Bolòs & Vigo
- Tragopogon pratensis L. subsp. leiocarpos (Trnka) Greuter

## 画像

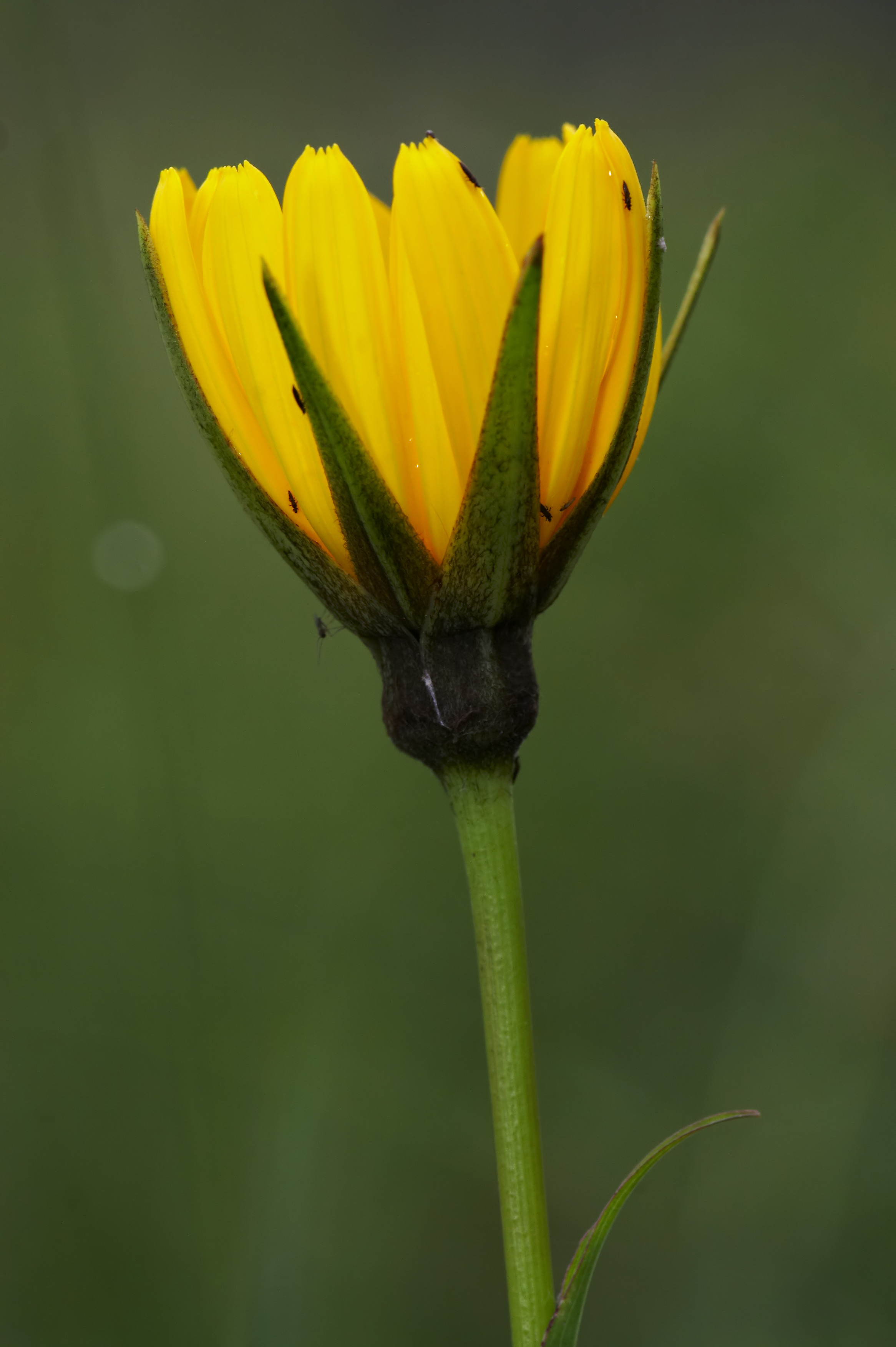
総苞片
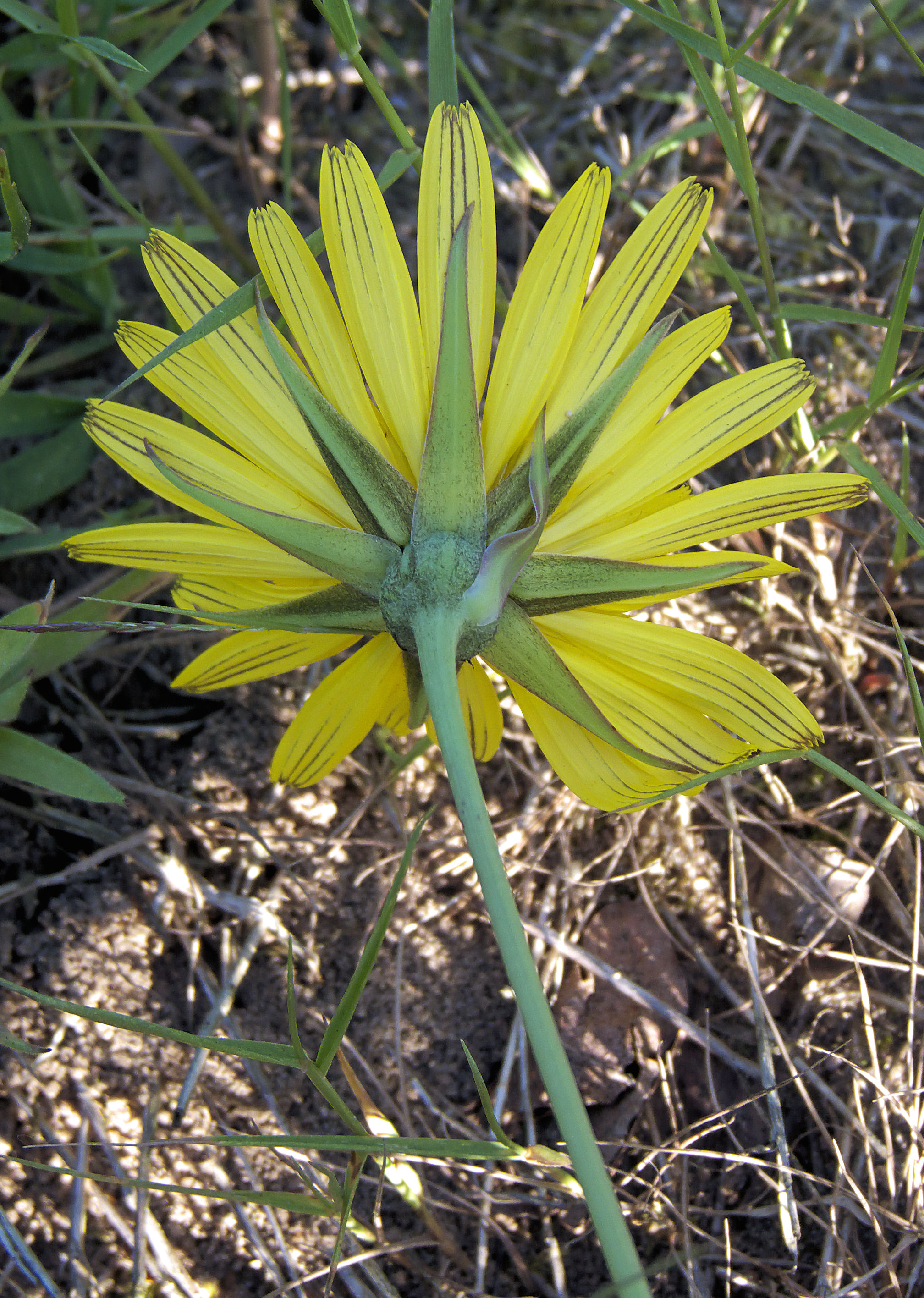
頭花の裏側
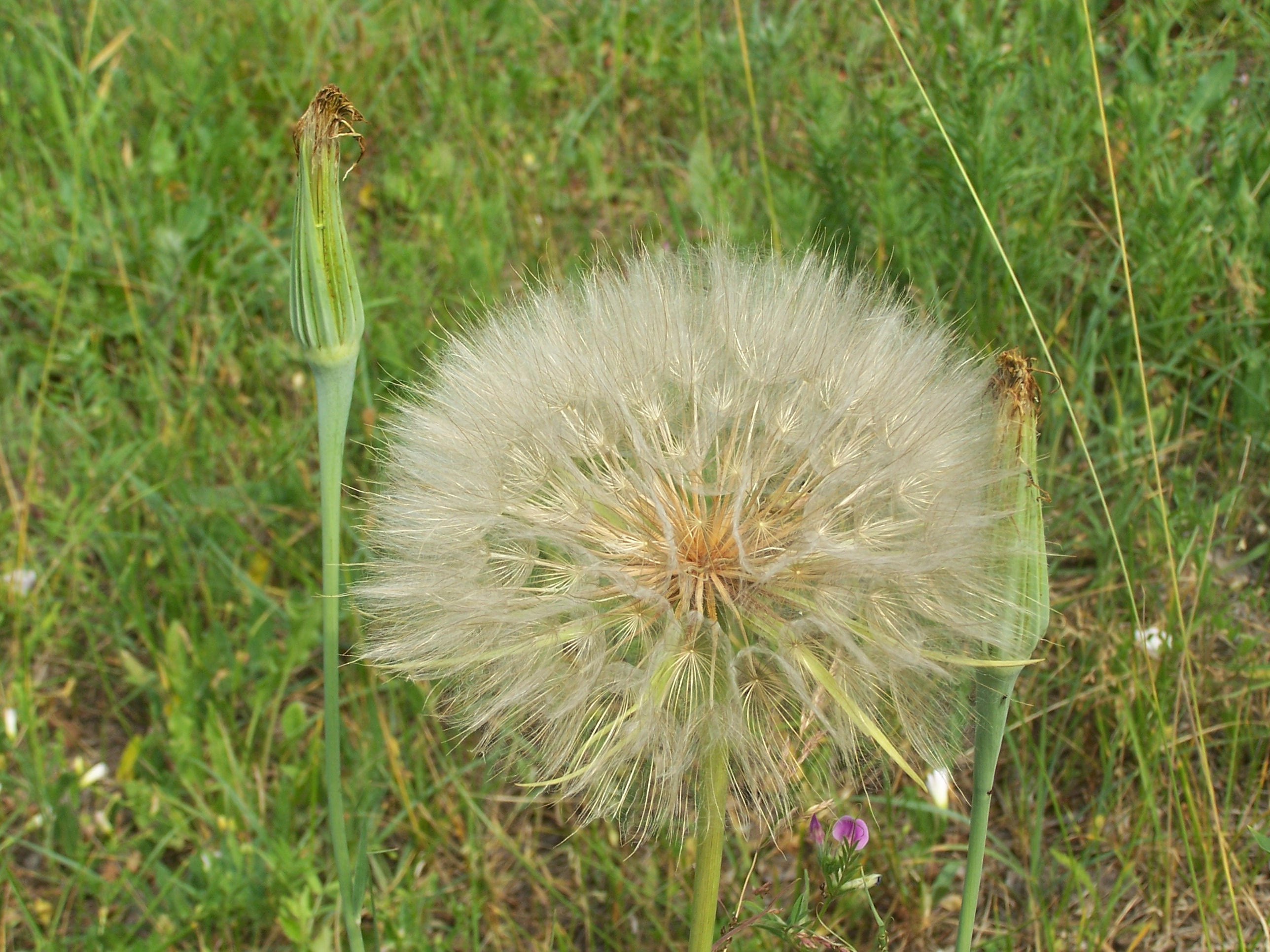
痩果
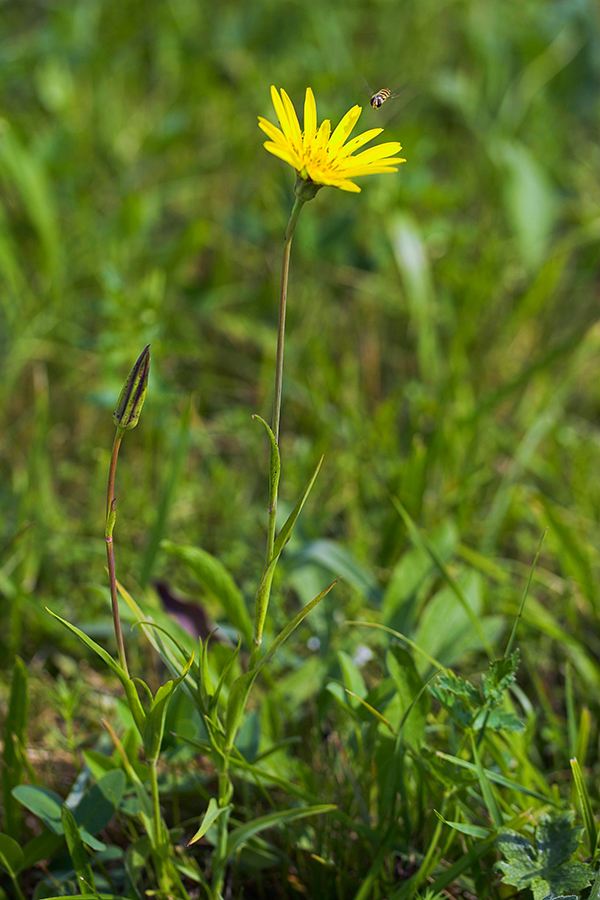
全体
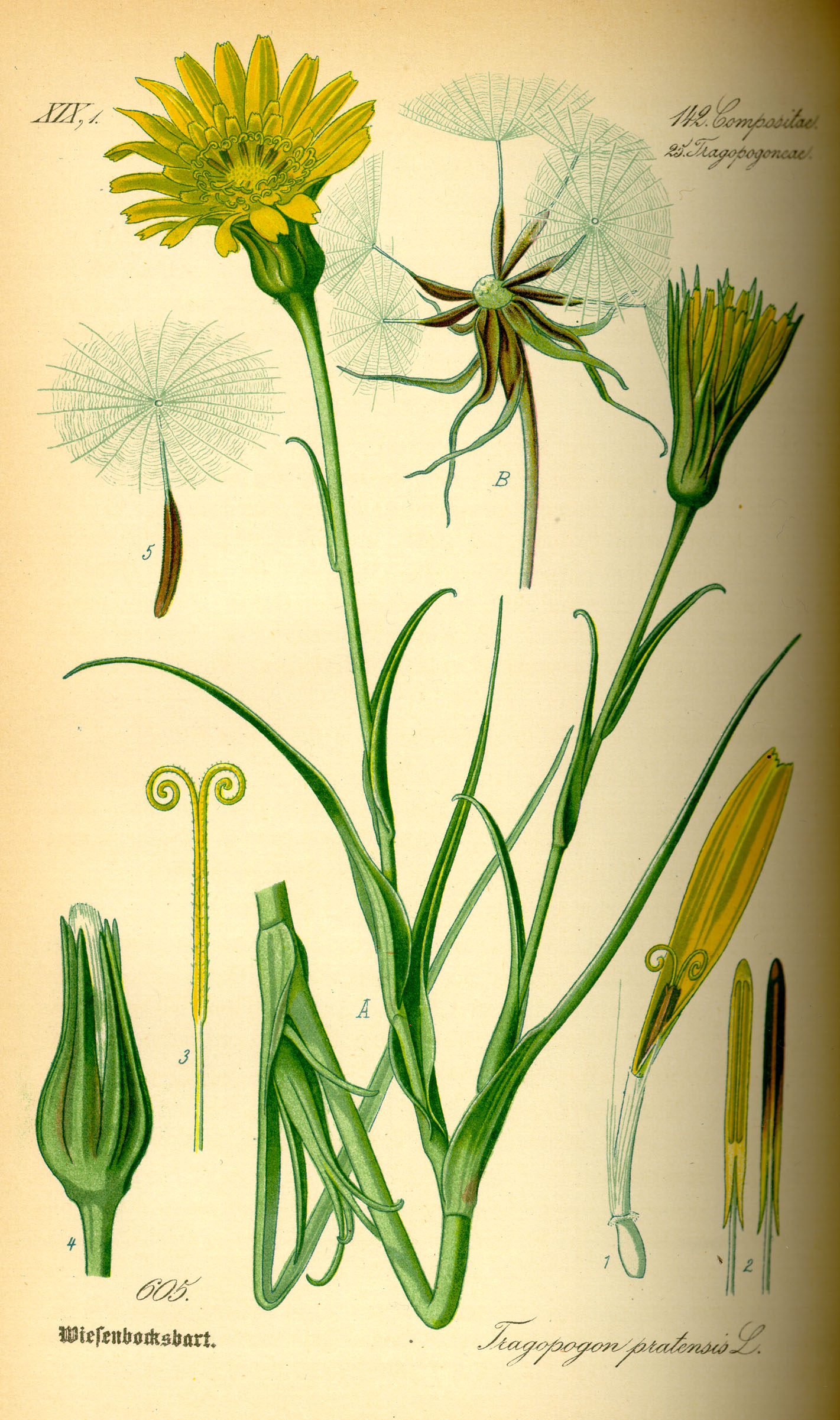